# Laura James (luchadora)
Laura Clare James (Plymouth, 25 de enero de 1987), más conocida por su nombre en el ring de Laura James, es una luchadora profesional británica.

## Carrera profesional

### Circuito independiente (2014-actualidad)
James ha trabajado para varias promociones independientes de lucha libre como Lucha VaVOOM, Alternative Wrestling Show, Finest City Wrestling o Dreamwave Wrestling, entre otras.

### Global Force Wrestling (2015-2017)
James hizo su debut en Global Force Wrestling en The Orleans Arena de Las Vegas (Nevada), el 21 de agosto de 2015 en Amped, donde estuvo en un combate clasificatorio del torneo femenino de GFW que también incluía a Katarina Waters y que finalmente ganó Amber Gallows.

### Luchafer (2016)

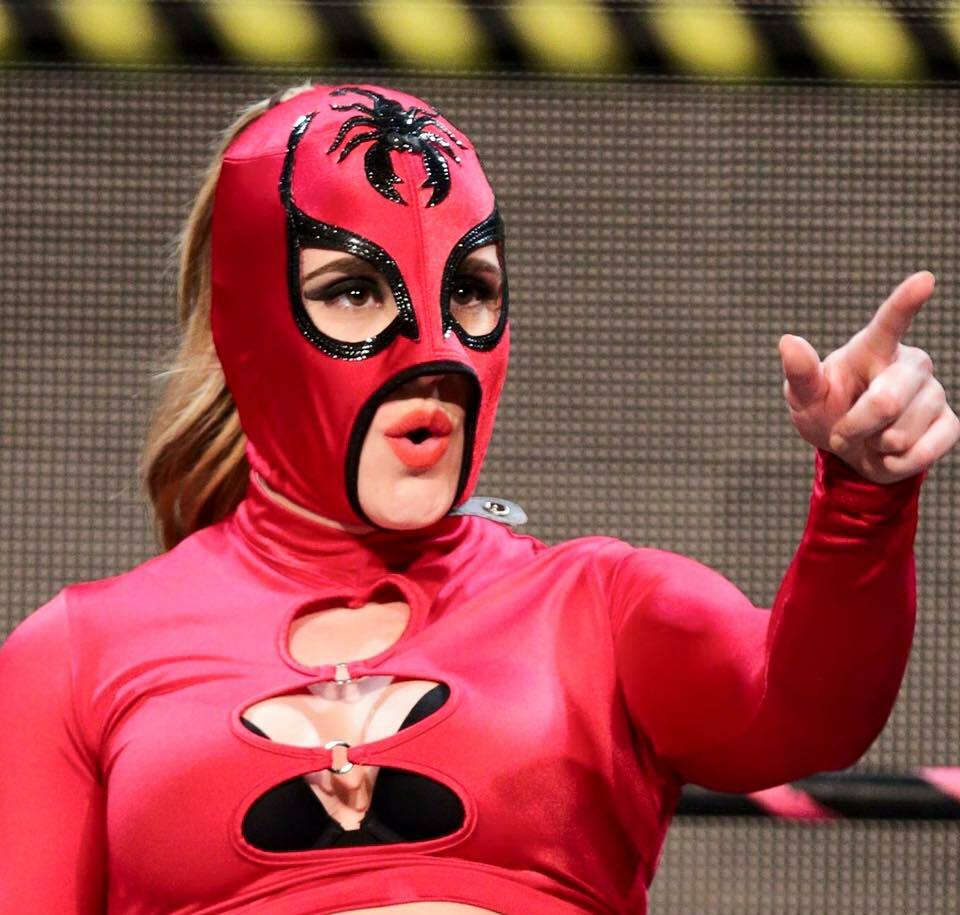
James como Alacrana Plata en The Puscifer Tour.

James actuó bajo el nombre artístico Alacrana Plata con el grupo de lucha libre Luchafer como acto de apertura, y luchando durante todo el espectáculo con la banda Puscifer en su Money Shot Round 2 Tour por América del Norte. Luchó en 33 ciudades con el grupo durante un período de seis semanas.

### Dramatic Dream Team (2016)
James ganó el Ironman Heavymetalweight Championship el 20 de junio de 2016, en Los Ángeles (California), al derrotar a Kikutaro. El 29 de junio, James (como Alacrana Plata #2) ganó el cinturón por segunda vez tras inmovilizar a Joey Ryan en un club de striptease. El 22 de julio, James ganó el cinturón por tercera vez, derrotando de nuevo a Ryan, en un evento de Finest City Wrestling. El 18 de agosto, ganó el cinturón por cuarta vez, pero lo perdió ante Judas Draven el mismo día.

## Vida personal
En 2013, James compitió en el Comité Nacional de Fisicoculturismo en la competición amateur de figura.
En 2015, James actuó en el vídeo musical de temática de lucha libre para la canción Close Up de la artista canadiense Peaches. James actuó como Peaches durante las escenas que requerían la lucha libre del músico.
En febrero de 2016, James se comprometió con su novio, el también luchador Joseph Meehan, más conocido como Joey Ryan. Ryan le propuso matrimonio durante su combate intergénero en Finest City Wrestling, en San Diego (California). James dijo que sí, y después de ponerle el anillo en la mano, Ryan la hizo rodar para ganar el combate. El videoclip de la propuesta se hizo viral y la pareja apareció en varios medios de comunicación, incluido un reportaje en ESPN SportsCenter. La pareja se casó en noviembre de 2016. En octubre de 2018 se separaron, y James solicitó el divorcio de Ryan en junio de 2019, alegando "diferencias irreconciliables".

## Campeonatos y logros
- Dramatic Dream Team
  - Ironman Heavymetalweight Championship (5 veces)[7]